# 默瑟島

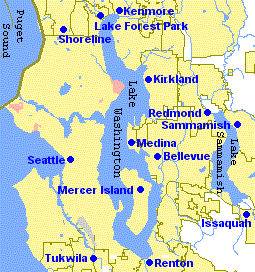
默瑟島與大西雅圖地區週邊關係圖

默瑟島（Mercer Island）位於美國華盛頓州金县，座落於與其同名且位於华盛顿湖的島上。美國2010年人口普查時人口為22,699人。
位在西雅圖都會區內，默瑟島是美國人口最多的湖中島。郵遞區號98040專門給默瑟島使用。

## 姐妹市
默瑟島的姊妹市是由國際姐妹市協會所指定：
- 法國 Thonon-les-Bains

## 圖片

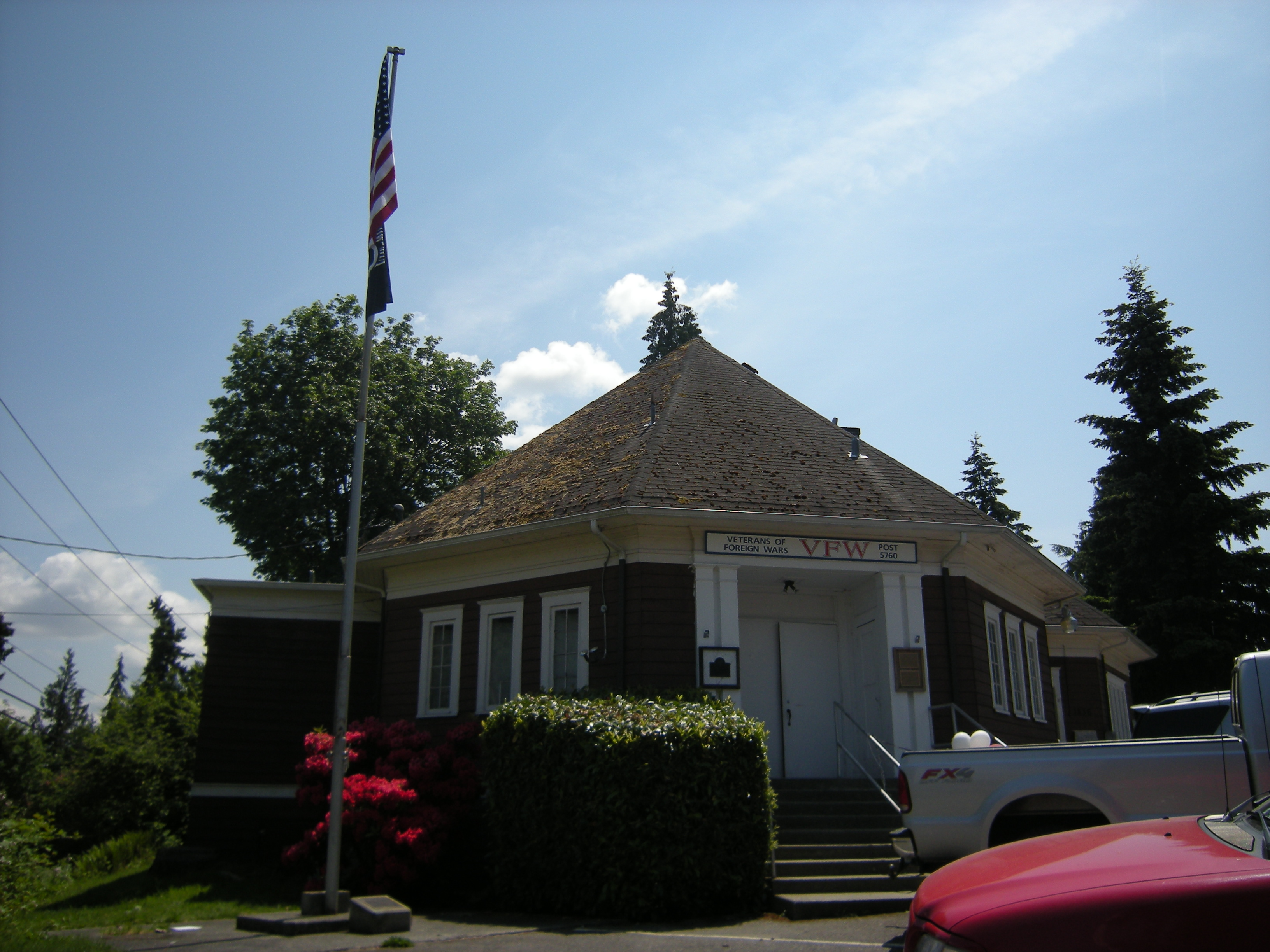
Keewaydin俱樂部會所
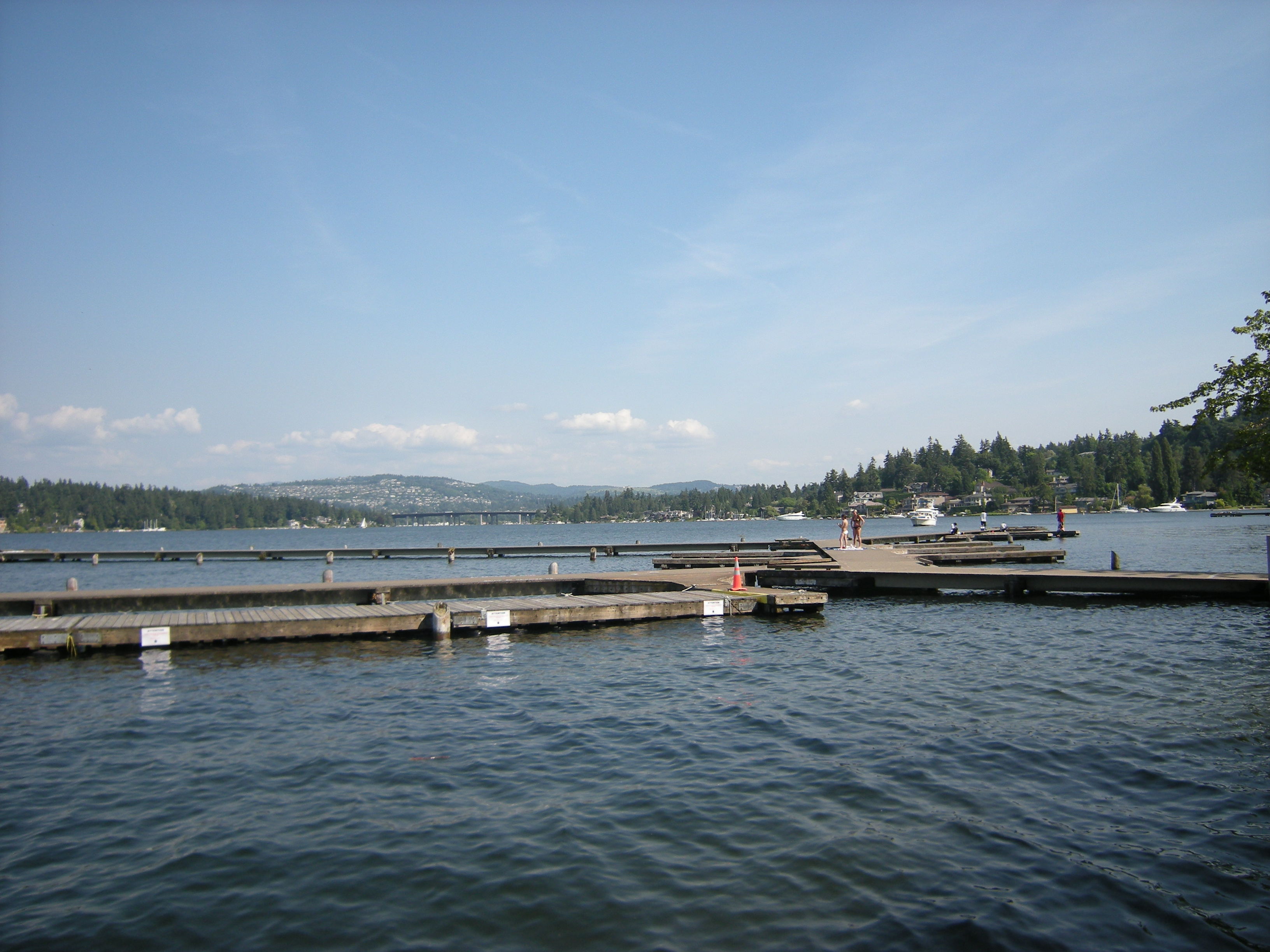
Luther Burbank公園碼頭
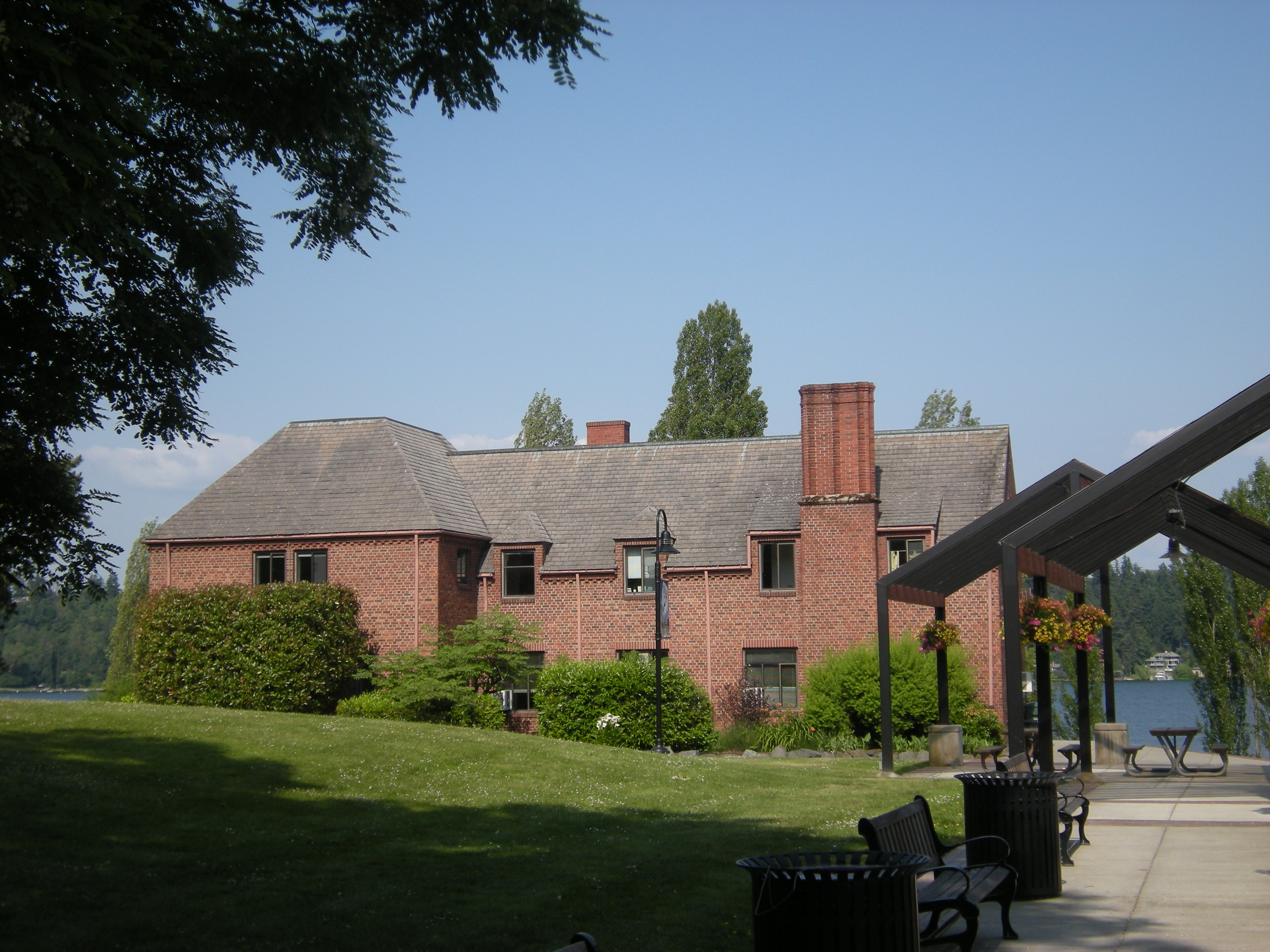
Luther Burbank學校

## 外部連結
- 默瑟岛政府官网 （页面存档备份，存于）
- Mercer Island Reporter （页面存档备份，存于） 當地報紙